# Quebec-klassen
Quebec-klassen var NATO rapporteringsnavnet på den sovjetiske Projekt 615 undervandsbåd, en mindre kystundervandsbåd fra sidste halvdel af 1950'erne.

## Baggrund
Før 2. verdenskrig arbejdede S.A. Basilevskij med udviklingen af luftuafhængig fremdrift af undervandsbåde, et projekt der bar kodenavnet REDO. Udstødningsgasserne fra dieselmotorerne blev komprimeret og Kuldioxiden blev fjernet og bortskaffet før de rengjorte gasser blev blandet med ren ilt og ført tilbage til motoren. En prototype på dette system blev installeret på testubåden M-401, der blev køllagt i Gorky den 28. november 1939 og søsat 31. maj 1941.
M-401 foretog 74 testsejladser i det Kaspiske Hav inklusiv 68 dyk og 360 sømil neddykket sejlads ved brug af sin luftuafhængige fremdrift. Yderligere udvikling blev midlertidigt standset grundet krigen, men blev genoptaget efter fjendtlighedernes ophør i Leningrad.
Erfaringerne fra testsejladserne med M-401 blev grundlaget for designet af Quebec-klassen.

## Beskrivelse
Quebec-klassen er udstyret med to normale dieselmotorer og en tredje dieselmotor der kører på et lukket kredsløb som benytter flydende ilt til at holde sine dieselmotorer kørende mens undervandsbåden var neddykket.
Klassen var udstyret med et strømlinet tårn der havde en snorkel monteret på agterkanten. De var udstyret med fire torpedorør i stævnen samt fire torpedoer. Tidligere ubåde i klassen var også udrustet med en dobbeltløbet 25 mm maskinkanon som antiluftskyts foran tårnet, dermed blev klassen en af de sidste undervandsbåde der blev udstyret med artillerisystemer på dækket.
Skibene i klassen havde problemer med den flydende ilt brugt til motoren. Der var nok ilt til 14 dages sejlads på grund af iltens fordampning og fremdrivningssystemet viste sig at føre til en del alvorlige hændelser. I 1957 mistede man to undervandsbåde på grund af problemer med iltsystemet. M-256 brød i brand i nærheden af Tallinn i Østersøen og 35 mand mistede livet, mens M-351 sank i Sortehavet uden tab. Andre episoder blev rapporteret hvor iltmættede flammer sprøjter ud fra skibene hvilket fik deres besætninger til at give klassen øgenavnet "zazhigalka" (lightere) eller Zippoer efter den velkendte lighter.

## Tjeneste
Tredive enheder blev bygget mellem 1952 og 1957, man havde planlagt at bygge i alt 100, men udviklingen af atomdrevne undervandsbåde fik Sovjetunionen til at skrotte resten af programmet. De sidste både i klassen udgik fra aktiv tjeneste i 1970'erne.
Der eksisterer to skibe tilbage i klassen; M-261, der er et museumsskib i Krasnodar i Rusland mens den anden, M-305, er et mindesmærke i Odessa i Ukraine.

## Eksterne links
- Walkaround M-305 Quebec in Odessa
- Quebec class submarines - Complete Ship List (English)